# 側式月台
側式月台，又稱岸式月台。常成對使用而又稱為「相對式月台」或「對向式月台」。是指軌道在中央，而月台就在左右兩側的設計，是最常見的月台型式之一。側式月台，廣泛的定義即車站只有一面有軌道，故亦包括只有一個月台與一個軌道的情況。

## 優點
相較於島式月台，側式月台擁有面積不受軌道限制的優點，因此只要周邊環境許可的話，無需更動現有軌道就可擴建月台，甚至可扩建为双岛式同台换乘站，如上海地铁5号线东川路站。旅客進出大多數地面車站與站房直接相接的側式月台時，無需經由地下道、人行天橋等設施，較為方便。

## 缺點
對於有兩股以上軌道的車站而言，側式月台會被軌道分隔，因此產生了乘客必須要利用行人天橋、地下道或車站大堂才能往來兩個月台或軌道兩側之缺點，且電梯與電扶梯等設施也需增設，營運成本會因此提高。另外，有部分车站的两个侧式月台在付费区内并不相通，需要出閘才能換向，對走錯路的乘客帶來不便（如北京地铁1号线的八角游乐园站、布达佩斯地铁1号线的大部分車站）。

## 类型
也有將側式月台再劃分為單線月台和相對式月台兩種類的定義方式：單線月台指在路線中只有一個側式月台，而相對式月台則是兩個互相平行的側式月台之間隔著一或多條軌道。

## 特殊型態
側式疊式月台是側式月台的特殊型態，將同一路線的上下行軌道設置於上下立體交疊的兩個側式月台上，欲搭乘反方向列車的乘客需要上下樓層才能達到目的。例子包括高雄捷運大東站、港鐵中環站的港島綫月台以及广州地铁动物园站。
间隔式侧式站台是側式月台的特殊型態，在同一水平的上下行轨道同侧分别设置侧式月台，欲搭乘反方向列車的乘客需要跨越其中一條軌道才能達到目的。例子包括高雄環狀輕軌內惟藝術中心站和美術館站、广州地铁2号线东晓南站、杭州地铁9号线钱江路站、成都地铁1号线孵化园站以及上海地铁18号线御桥站。